# Борисоглебский монастырь (Смоленск)
Борисоглебский монастырь — не сохранившийся до настоящего времени монастырь, построенный на месте убийства святого Глеба, на Смядыни в Смоленске.

## История
Монастырь располагался недалеко от Смоленска, в месте, где река Смядынь, впадая в Днепр, образует небольшую, удобную для остановки судов, бухту, служившую в средние века западным, обращённым к Киеву портом города. Согласно летописным и агиографическим данным, именно здесь в 1015 году посланные Святополком люди настигли насад князя Глеба и убили его.

### XII век
Первая деревянная церковь была построена на этом месте в 1070-е годы, но появление монастыря на Смядыни исследователи связывают с формированием культа святых Бориса и Глеба и относят к началу XII века, одновременно с закладкой Владимиром Мономахом главного смоленского храма — Успенского собора.
Впервые в летописных источниках монастырь упоминается под 1138 годом, когда, по записям Новгородской первой летописи младшего извода, здесь смолянами был схвачен и заточён под стражу изгнанный из Новгорода князь Святослав Ольгович: «…а самого Святослава яша на пути смолнянѣ и стрѣжаху его на Смядынѣ в манастырѣ…». Каменное строительство в монастыре началось в 1145 году, когда смоленский князь Ростислав Мстиславич «…заложиша церковь камяну на Смядинѣ, Борис и Глѣб, Смольньскѣ…». По-видимому, чтобы усилить значение смоленской обители, в 1191 году его сын, Давыд Ростиславич, привёз на Смядынь из Вышгорода «…гробы ветхие…» Бориса и Глеба. О смерти самого Давыда Ростиславовича в 1197 году в Ипатьевской летописи сказано: «… и положиша его в церквѣ святого Глѣба и Бориса во Смоленску…». По мнению историков, Борисоглебский каменный храм был построен как собор монастыря смоленской княжеской династии.
По одной из версий, впервые озвученной смоленским историком С. П. Писаревым, в XII веке Смядынь была укреплённой княжеской вотчиной («княжеским городом») и обособленным от Смоленска крупным торгово-ремесленным поселением. Высказывалось даже предположение, что она имела значение княжеского замка, подобно Боголюбову и Вышгороду. Отправной точкой этой теории стало летописное сообщение о том, что восстание смолян 1440 года началось около «церкви Бориса и Глеба в городе». Считая, что в самом Смоленске не существовало Борисоглебской церкви, С. П. Писарев сделал вывод, что Борисоглебский собор и был этим храмом расположенного на Смядыни «княжеского города». Другие учёные отвергают эту теорию, опираясь на археологические раскопки, не выявившие в этом месте мощных культурных отложений, а также на исследование Г. Бугославского, доказавшего существование в XV веке второй древней церкви Бориса и Глеба в самом Смоленске. Тем не менее исследователями признаётся, что Борисоглебский монастырь был важен для смоленских князей не только как фамильный «вотч» монастырь, но и как укреплённый пункт, державший под их контролем речной путь от Смоленска к Киеву и всю торговую жизнь немаловажной смядынской гавани.
Кроме основного собора монастырь имел и вторую, малую церковь — Васильевский храм. О нём имеются только отрывочные и противоречивые сведения. Летопись Михайловского Златоверхового монастыря указывает дату его возведения — 1238 год, но при этом связывает постройку церкви с перенесением Давидом Ростиславовичем гробов ветхих Бориса и Глеба из Вышгорода в Смоленск в 1191 году. По-видимому, этим актом князь Давид делал Смядынь как бы «вторым Вышгородом», а строительство здесь второй малой Васильевской церкви происходило в память вышгородской Васильевской церкви, рядом с которой первоначально были погребены Борис и Глеб. Современные исследователи называют разные даты строительства этого храма, но всё же относят время его постройки к концу XII века.

### XVII век

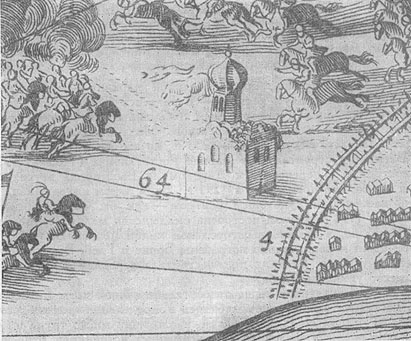
Храм Василия на гравюре Вильгельма Гондиуса

C XII по XVII век сведения о монастыре очень скудны — известно только о двух его архимандритах: Андреяне (1589) и Феодосии (1598). Некоторые сведения о судьбе обители есть в документах Смутного времени. Во время русско-польской войны в 1609 году польские войска расположились в пригородных монастырях, в том числе в Борисоглебском. В 1633 году монастырь был передан униатскому архиепископу Льву Кревзе, а по сведениям сохранившегося инвентаря от 1654 года, Смядынь уже называлась «Жигимонтовой пустошью». Известно, что Борисоглебский собор ещё существовал в 1680 году, так как он упоминается как ориентир при межевом споре, но, по-видимому, в это время он уже стоял в руинах.
Ничего не известно о судьбе Васильевской церкви вплоть до XVII века, когда её зарисовал Иоганн Плейтнер, готовивший материалы для известного плана осады Смоленска Вильгельма Гондиуса 1636 года. На этой гравюре храм уже имеет следы позднейших переделок — его завершает гранёный барабан, несущий луковичную главу. По-видимому, вскоре после этого церковь Василия была разрушена, и её руины стали служить местом захоронения.

### XVIII—XIX века
По мнению И. И. Орловского, официальное разграбление руин Борисоглебского монастыря на строительные материалы началось ещё при Петре I в 1708 году, когда Смоленск укрепляли в ожидании подхода шведских войск Карла XII. В 1780-х годах смоленский генерал-губернатор Н. В. Репнин разрешил брать бутовый камень из руин обители для постройки каменных зданий вокруг городского сада Блонье. П. П. Свиньин, посетивший Смоленск в 1825 году, оставил в своих заметках запись о том, что местные старики ещё помнили время, когда руины церкви Бориса и Глеба «были ещё высоки и внутри их находились каменные столпы». В 1833 году губернатор И. И. Хмельницкий распорядился брать из руин храмов кирпич и бутовый камень на постройку Смоленско-Московской дороги, но, к счастью, до руин монастыря очередь дошла только глубокой осенью, когда строительство уже прекращалось. Руины продолжали расхищаться и после этого. В конце XIX века при взгляде на развалины смядынского монастыря ещё можно было определить план его главного храма с четырьмя подкупольными и двумя западными столбами, проследить остатки стен трёх апсид, местами поднимавшихся на высоту до 2,2 метра.

## Археологические исследования

### Борисоглебский собор
Первые археологические раскопки на руинах Борисоглебского собора провёл председатель Московского археологического общества граф А. С. Уваров в 1883 году. В своих заметках, посвящённых этим раскопкам, известный археолог сообщил, что этот храм продолговатый и трёхапсидный, отметил наличие маркировки на плинфе, а также то, что форма кирпичей и характер кладки аналогичны таковым у киевских Золотых ворот. С правой стороны от храма учёный обнаружил следы какой-то пристройки, но ввиду отсутствия времени не смог изучить её подробнее. По мнению других исследователей, это могли быть остатки стены южной галереи.
Новый этап в деле изучения остатков Смядынской обители связан со статьёй, опубликованной в Смоленских епархиальных ведомостях С. П. Писаревым по инициативе смоленского епископа Никанора. В этой большой и довольно спорной работе автор доказывал, что в 1191 году князь Давид Ростиславич на самом деле перенёс из Вышгорода на Смядынь не гробы Бориса и Глеба, а их мощи, которые якобы были положены в Борисоглебском соборе. При таком предположении мысль о восстановлении древнего монастыря обрела религиозную мотивировку и основание.
Идея была подхвачена вяземским священником П. Троицким, задумавшим создать здесь женский монастырь, поставив на фундаменте древнего Борисоглебского собора новую деревянную церковь. После того как в 1907 году земля Смядынской обители была выкуплена, и руководимые Троицким сёстры начали расчистку фундамента храма в надежде найти в них мощи святых Бориса и Глеба, обеспокоенное этими непрофессиональными работами Московское археологическое общество отправило в Смоленск специальную комиссию в составе Н. В. Никитина и архитектора В. А. Попова. По мнению комиссии, раскопки производились примитивно и несистемно, руины раскапывались «котлованом» от середины к краям, стены были не расчищены. Посетивший в том же году руины Смядынской обители Н. В. Султанов, наоборот, остался доволен результатом работ, которые, по его мнению, «были произведены заботливо и с должной осторожностью, находимые вещи, штукатурка и изразцы тщательно сохранены».
В 1908 году Московское археологическое общество приняло решение организовать научные раскопки храма, которое так и осталось нереализованным, но в августе этого же года по поручению общества для контроля над работами место раскопа посетил смоленский историк и археолог И. И. Орловский. По его мнению, собственно археологических раскопок не было, а сёстры просто расчищали руины от щебня и, как они считали, «мусора», в котором на самом деле было много поливных плиток, обломков фресок и голосников. Орловский вновь настоятельно просил прислать в Смоленск компетентную комиссию для обмера плана и фасадов здания, установления первоначального его вида, изучения всех археологических находок, а также обнаруженных погребений у западной стены храма. Комиссия в составе В. А. Попова, А. М. Гуржеенко и В. В. Шейнмана, побывавшая на раскопе 7—8 сентября 1908 года, «…определила подробно все размеры храма и составила план его…», а также исследовала два погребения у южной стены.
23 сентября на Смядынь прибыл известный археолог и архитектор-реставратор Д. В. Милеев, исследовавший очертания оснований южной и северной стен галереи. Однако от его работ не сохранилось никаких научных материалов, кроме серии фотографий руин монастыря, хранившихся в архиве Ленинградского отделения Института археологии Академии наук.
Фотографии руин храма 1908 года:

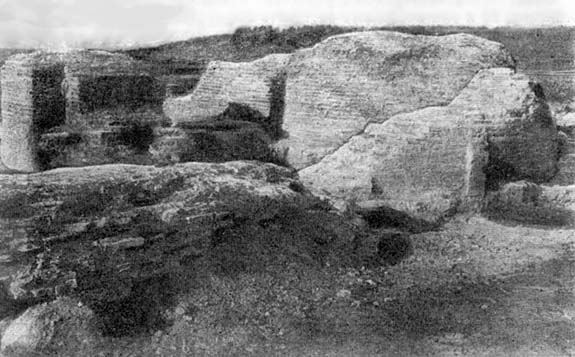
Северная апсида
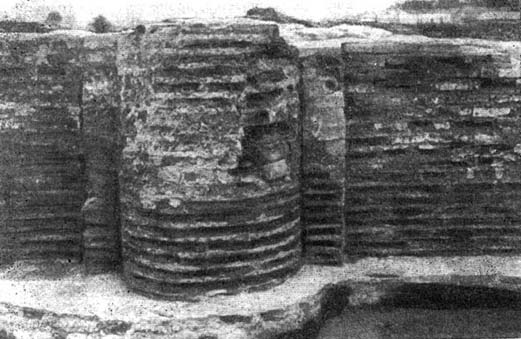
Лопатка с полуколонной
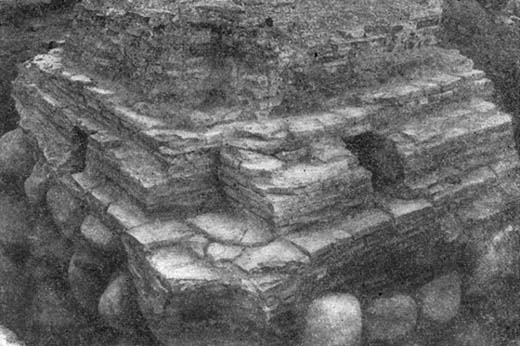
Подкупольный столб
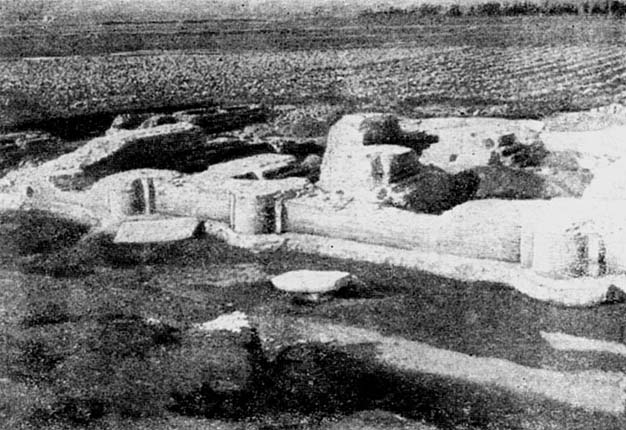
Южная стена храма

После раскопок 1908 года руины собора остались незасыпанными и частично были разобраны населением на кирпич, а частично заплыли землёй.
Контрольные раскопки Борисоглебского храма производились в советское время: в 1949 году И. Д. Белогорцевым с целью проверки опубликованного плана собора, а также в 1972 и 1974 годах с целью уточнения некоторых технических вопросов и хронологии частей здания.

### Храм Василия

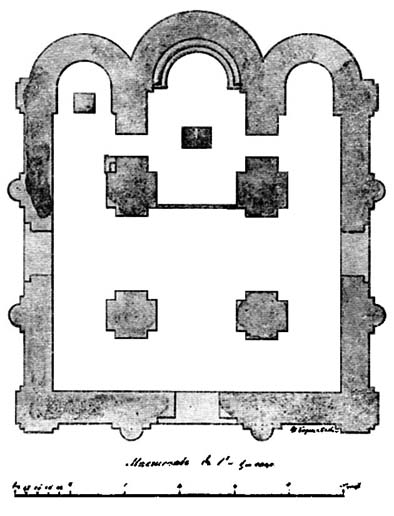
И. Ф. Барщевский. План церкви Василия. 1909 год

Руины церкви Василия находится в 150 метрах к северу от Борисоглебского собора. Примерно в 10 метрах от её северной стены начинается спуск в пойменную долину Днепра. В начале XIX века П. П. Свиньин отметил, что на Смядыни существуют «развалины двух каменных церквей из тонкого кирпича», а в 1883 году граф А. С. Уваров, изучавший остатки Борисоглебского собора, «попробовал раскапывать немного сверху и другой курган».
В 1909 году раскопки храма произвела Смоленская учёная архивная комиссия под руководством известного фотографа-археолога И. Ф. Барщевского. О результатах этих работ известно по публикациям Е. Н. Клетновой.

## Современное состояние
В настоящее время на месте монастыря сохранились только остатки каменных фундаментов. В 1991 году был установлен памятный знак — камень с высеченным на нём крестом и текстом, повествующим о мученической кончине святого князя Глеба.
В сентябре 2013 года на Смядыни был открыт новопостроенный храм святых Бориса и Глеба.

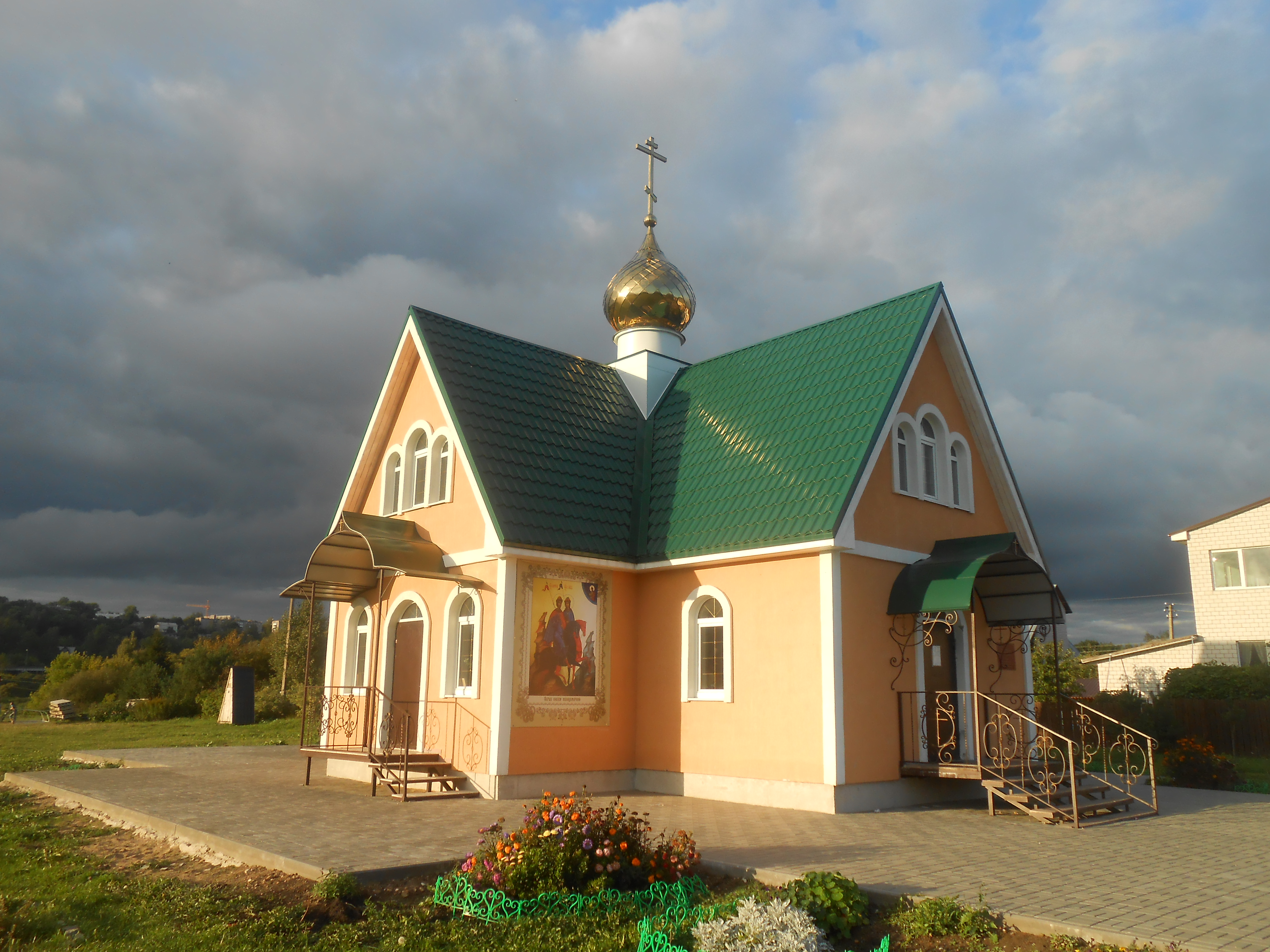
Борисоглебская церковь
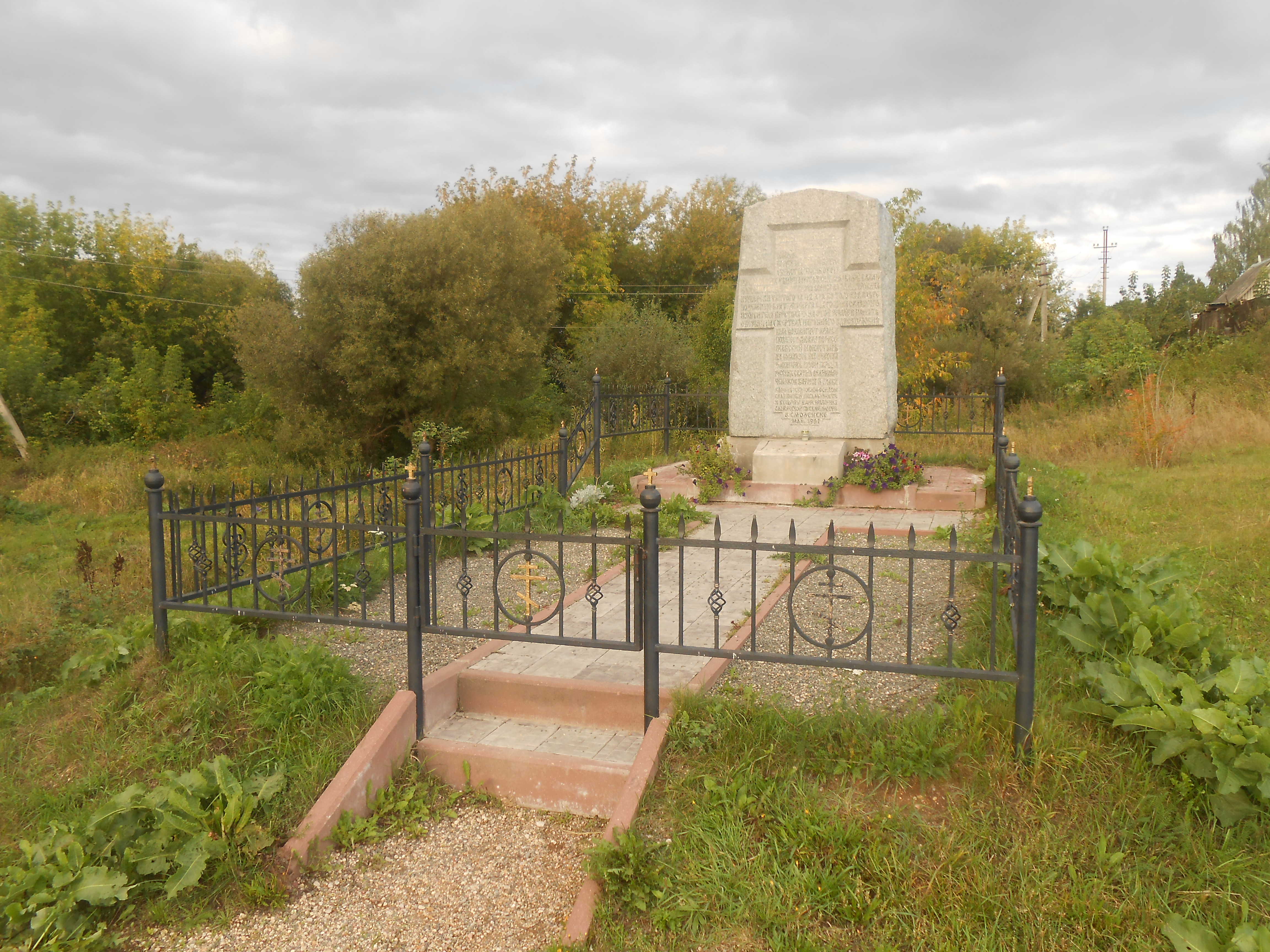
Памятный знак на месте гибели Глеба
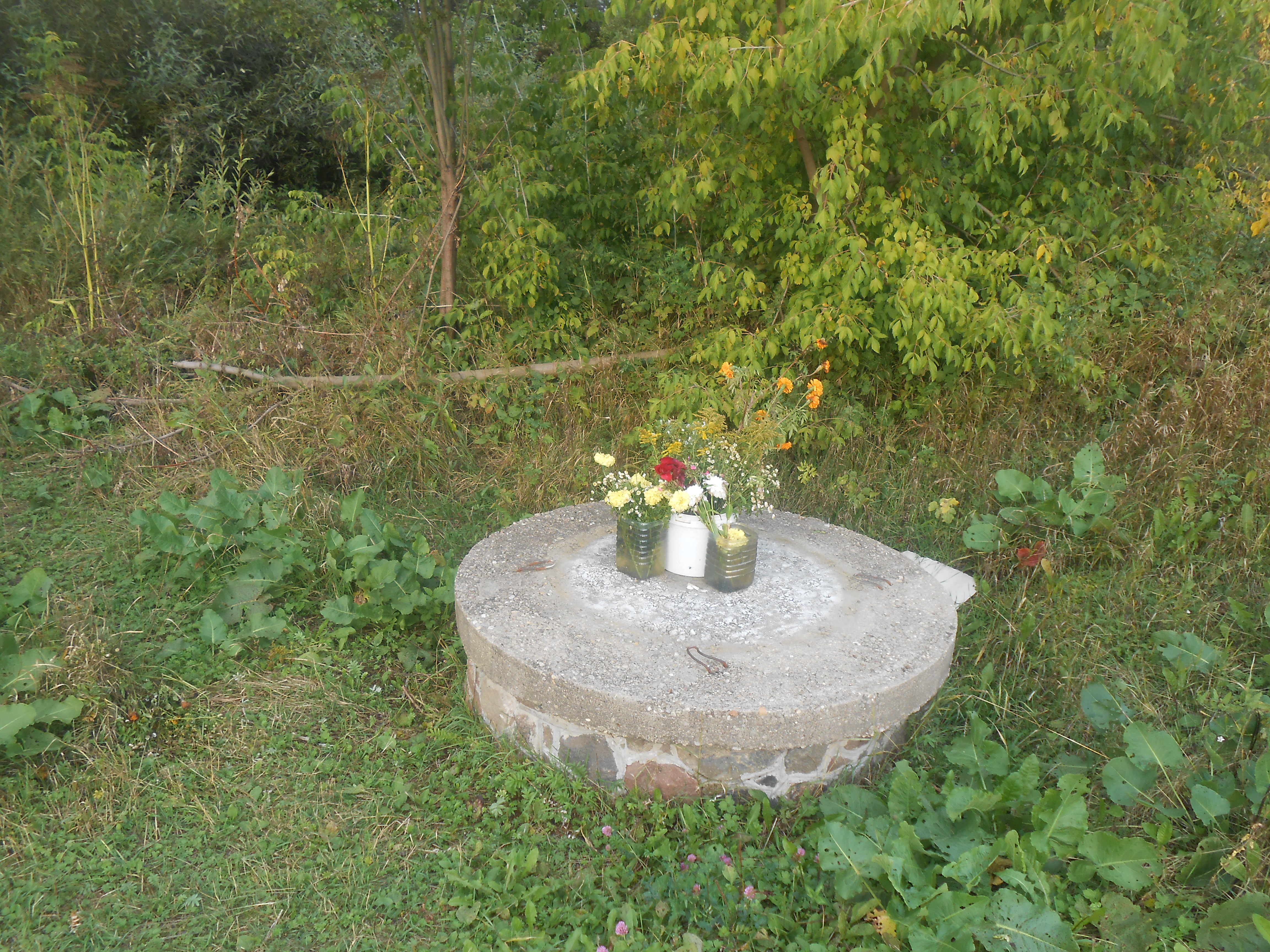
Старинный колодец (закрыт от вандализма) на месте гибели Глеба